# Gonzalo Martínez de Bizcargui
Gonzalo Martínez de Bizcargui (Azcoitia, ca. 1460 - Burgos o Azcoitia, ca. 1529) fue un sacerdote católico, compositor y teórico musical del Renacimiento.

## Biografía
Aunque no hay muchos datos exactos sobre su vida, como en el caso de la mayoría de sus coetáneos, y ni siquiera sus lugares de nacimiento y defunción son totalmente claros, si se sabe que fue una figura musical importante.
Tampoco se conocen muchos datos concretos sobre su formación, dudándose de si la recibió en Salamanca, Pamplona o Toledo. Si está documentado que fue capellán de la capilla de la Visitación de Burgos hasta el año 1519.
Su única composición conocida hoy en día es ‘’Salve Regina a 4 voces’’, conservada en la Catedral de Burgos.

## Publicaciones
En vida editó dos libros sobre teoría musical que ponen de relieve su interés por la música práctica y en los que muestra una postura progresista que le llevó a polemizar con otros teóricos como Juan de Espinosa y Francisco Tovar. Estos son:
- 1508. El Arte del Canto Llano, Contrapunto y Canto de Órgano, Zaragoza
- 1515. Las Entonaciones según uso de los Modernos que hoy cantan y entonan en la Iglesia Romana, Burgos